# Mowag Wotan
Der Mowag Wotan (MR8-01) war ein von dem Schweizer Unternehmen Mowag entwickelter Radpanzer.

## Geschichte und Entwicklung
Ausgerüstet mit Zweiachslenkung ist das Fahrzeug in der Lage, einen sehr geringen Wendekreis zu fahren. Auch die Anordnung des im Heckbereich rechts eingebauten Motors ist sehr speziell und erlaubt der Besatzung, das Fahrzeug seitlich und hinten zu verlassen.

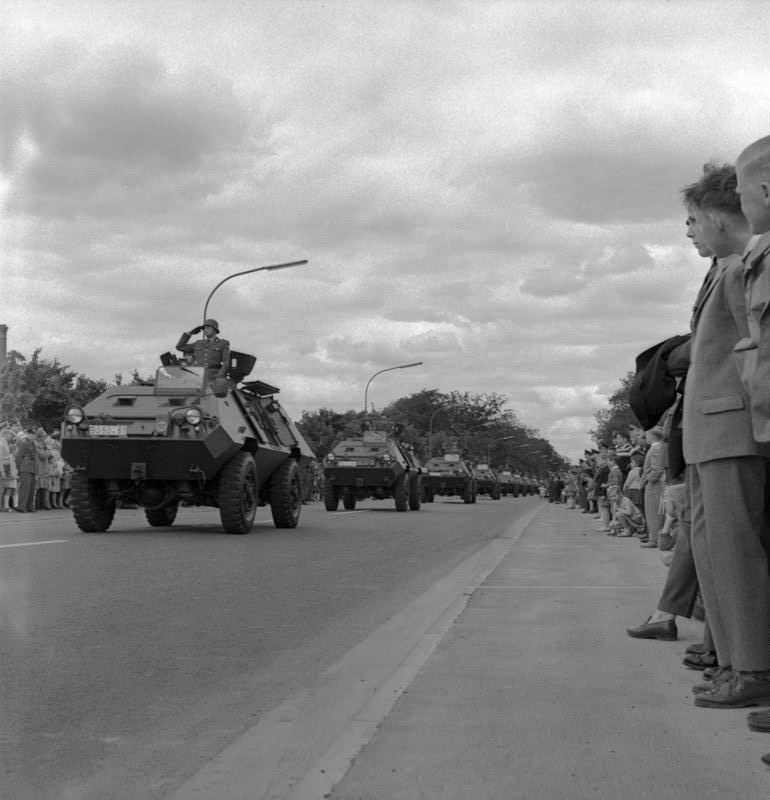
Bundesgrenzschutz mit „Sonderwagen 1“, 1961

Als geschützter Sonderwagen (SW1 und SW2) wurde der WOTAN ab 1963 in der Bundesrepublik Deutschland beim Bundesgrenzschutz und den Bereitschaftspolizeien der deutschen Länder eingeführt. Der Sonderwagen 1 hatte keine eigene Bewaffnung, der Sonderwagen 2 dagegen einen Drehturm mit Maschinenkanone 20 mm (SW 2a) oder Maschinengewehr MG 1/2 (SW 2b) sowie Nebelmittelwurfanlage mit sechs Wurfbechern. Beim Bundesgrenzschutz wurden SW 1 und 2 auch als Kfz 91 bzw. 92 bezeichnet. Es wurden von Büssing und Henschel in Deutschland in Lizenz ca. 700 Sonderwagen gebaut. Das gepanzerte Fahrgestell stammte von Blohm + Voss.
Es wurden noch weitere Varianten wie z. B. ein Minenwerferfahrzeug gebaut, welche aber keine Abnehmer fanden. Ein als Prototyp gebauter Wotan, der vom Bundesgrenzschutz erprobt wurde, befindet sich heute im Schweizerischen Militärmuseum Full. Eine amphibische Version wurde als Mowag Grenadier vermarktet.